# ثرثار أستراليا
ثرثارات أستراليا أو ثراثارات أسترالية بابوية أو ثرثارات كاذبة (الاسم العلمي: Pomatostomidae)، فصيلة طيور من رتبة
```
الجواثم
 أحجامها بين المتوسطة والصغيرة، تستوطن 
قارة أستراليا
.
```